# إدي شو
إدي شو (بالإنجليزية: Eddie Shu) هو عازف جاز أمريكي، ولد في 18 أغسطس 1918 في بروكلين في الولايات المتحدة، وتوفي في 4 يوليو 1986 في تامبا في الولايات المتحدة.

## وصلات خارجية
- إدي شو على موقع ميوزك برينز (الإنجليزية)
- إدي شو على موقع ديسكوغز (الإنجليزية)